# McLaren MP4-31
Der McLaren MP4-31 war der Formel-1-Rennwagen von McLaren-Honda für die Formel-1-Weltmeisterschaft 2016. Er ist der 44. McLaren-Formel-1-Wagen. Das Fahrzeug wurde am 21. Februar 2016 auf der Internetseite des McLaren-Teams vorgestellt.

## Technik und Entwicklung
Der MP4-31 war das Nachfolgemodell und die Weiterentwicklung des MP4-30 aus dem Vorjahr.
Angetrieben wurde der MP4-31 von einem 1,6-Liter-V6-Motor von Honda mit einem Turbolader. Er war der neunte McLaren-Formel-1-Rennwagen mit einem Honda-Motor. Unterhalb des Auspuffs befanden sich zwei zusätzliche Auspuffrohre, durch die die Abgase des Wastegates des Turboladers strömten.
Die Vorderradaufhängung des MP4-31 war neu gestaltet: Um einen besseren Luftfluss um die Seitenkästen zu erreichen, war der obere der beiden hinteren Querlenker deutlich tiefer am Wagen montiert als bei anderen Fahrzeugen.

## Lackierung und Sponsoring
Der MP4-31 war schwarz lackiert und mit roten Farbakzenten versehen.
Große Teile des Wagens, darunter die Seitenkästen, waren, wie beim Vorgängermodell, ohne Sponsorenaufkleber. Auf der Motorabdeckung warb der Schmiermittellieferant des Teams, ExxonMobil, für seine Marke Mobil 1. Moët & Chandon warb auf dem Fahrzeug, zudem waren Aufkleber von CNN, Motorenlieferant Honda, Pirelli, SAP und Segafredo Zanetti auf dem Wagen zu finden.

## Fahrer
McLaren trat auch 2016 mit den Fahrern Jenson Button und Fernando Alonso an. Button bestritt damit seine siebte Saison in Folge bei McLaren, Alonso die zweite. Stoffel Vandoorne war Ersatz- und Testfahrer.

## Ergebnisse
| Fahrer                          | Nr.                             | 1   | 2   | 3  | 4  | 5   | 6 | 7   | 8   | 9   | 10 | 11  | 12 | 13  | 14 | 15  | 16 | 17 | 18 | 19 | 20 | 21  | Punkte | Rang |
| ------------------------------- | ------------------------------- | --- | --- | -- | -- | --- | - | --- | --- | --- | -- | --- | -- | --- | -- | --- | -- | -- | -- | -- | -- | --- | ------ | ---- |
| Formel-1-Weltmeisterschaft 2016 | Formel-1-Weltmeisterschaft 2016 |     |     |    |    |     |   |     |     |     |    |     |    |     |    |     |    |    |    |    |    |     | 76     | 6.   |
| F. Alonso                       | 14                              | DNF | INJ | 12 | 6  | DNF | 5 | 11  | DNF | 18* | 13 | 7   | 12 | 7   | 14 | 7   | 7  | 16 | 5  | 13 | 10 | 10  | 76     | 6.   |
| S. Vandoorne                    | 47                              |     | 10  |    |    |     |   |     |     |     |    |     |    |     |    |     |    |    |    |    |    |     | 76     | 6.   |
| J. Button                       | 22                              | 14  | DNF | 13 | 10 | 9   | 9 | DNF | 11  | 6   | 12 | DNF | 8  | DNF | 12 | DNF | 9  | 18 | 9  | 12 | 16 | DNF | 76     | 6.   |

| Legende  | Legende            | Legende                                                          |
| Farbe    | Abkürzung          | Bedeutung                                                        |
| -------- | ------------------ | ---------------------------------------------------------------- |
| Gold     | –                  | Sieg                                                             |
| Silber   | –                  | 2. Platz                                                         |
| Bronze   | –                  | 3. Platz                                                         |
| Grün     | –                  | Platzierung in den Punkten                                       |
| Blau     | –                  | Klassifiziert außerhalb der Punkteränge                          |
| Violett  | DNF                | Rennen nicht beendet (did not finish)                            |
| Violett  | NC                 | nicht klassifiziert (not classified)                             |
| Rot      | DNQ                | nicht qualifiziert (did not qualify)                             |
| Rot      | DNPQ               | in Vorqualifikation gescheitert (did not pre-qualify)            |
| Schwarz  | DSQ                | disqualifiziert (disqualified)                                   |
| Weiß     | DNS                | nicht am Start (did not start)                                   |
| Weiß     | WD                 | zurückgezogen (withdrawn)                                        |
| Hellblau | PO                 | nur am Training teilgenommen (practiced only)                    |
| Hellblau | TD                 | Freitags-Testfahrer (test driver)                                |
| ohne     | DNP                | nicht am Training teilgenommen (did not practice)                |
| ohne     | INJ                | verletzt oder krank (injured)                                    |
| ohne     | EX                 | ausgeschlossen (excluded)                                        |
| ohne     | DNA                | nicht erschienen (did not arrive)                                |
| ohne     | C                  | Rennen abgesagt (cancelled)                                      |
| ohne     | keine WM-Teilnahme |                                                                  |
| sonstige | P/fett             | Pole-Position                                                    |
| sonstige | 1/2/3/4/5/6/7/8    | Punktplatzierung im Sprint-/Qualifikationsrennen                 |
| sonstige | SR/kursiv          | Schnellste Rennrunde                                             |
| sonstige | *                  | nicht im Ziel, aufgrund der zurückgelegten Distanz aber gewertet |
| sonstige | ()                 | Streichresultate                                                 |
| sonstige | unterstrichen      | Führender in der Gesamtwertung                                   |